# Гротники (Лодзинське воєводство)
Гротни́ки (пол. Grotniki) — село в Польщі, у гміні Згеж Згерського повіту Лодзинського воєводства.
Населення — 533 особи (2011).

## Демографія
Демографічна структура станом на 31 березня 2011 року:
|          | Загалом | Допрацездатний вік | Працездатний вік | Постпрацездатний вік |
| -------- | ------- | ------------------ | ---------------- | -------------------- |
| Чоловіки | 264     | 49                 | 172              | 43                   |
| Жінки    | 269     | 37                 | 149              | 83                   |
| Разом    | 533     | 86                 | 321              | 126                  |